# Луковец (Минская область)
Луковец (бел. Лукавец) — агрогородок в Вилейском районе Минской области Белоруссии, в составе Хотенчицкого сельсовета. Население 294 человека (2009).

## География
Деревня находится в 5 км к северо-востоку от центра сельсовета, деревни Хотенчицы, и в 40 км к юго-востоку от города Вилейка. Луковец расположен рядом с границей Логойского района, примыкает к деревне Мордасы. Около деревни находится перекрёсток шоссе, от дороги Р58 ответвляется дорога Р66, ведущая в Логойск. Ещё одна дорога ведёт от Луковца в Хотенчицы.

## История
Упоминается во-второй половине XVI века как выделенная часть из имения Хотенчицы. 
В XIX веке — в Вилейском повете.
В 1921—1945 годах деревня в составе гмины Хотенчицы Виленского воеводства Польской Республики.

## Население
- 1921 год — 95  жителей, 7 домов[5].
- 1931 год — 97  жителей, 8 домов[6].

## Достопримечательности
- Костёл Святых Петра и Павла - занимает дом для прислуги бывшей усадьбы
- Руины усадьбы Шумских-Боровских XIX—нач. XX вв. Усадебный дом не сохранился, от усадебных построек остались часовенка, руины амбара и хозпостроек. Частично сохранилась ограда.
- Парк усадьбы является памятником природы местного значения[7]

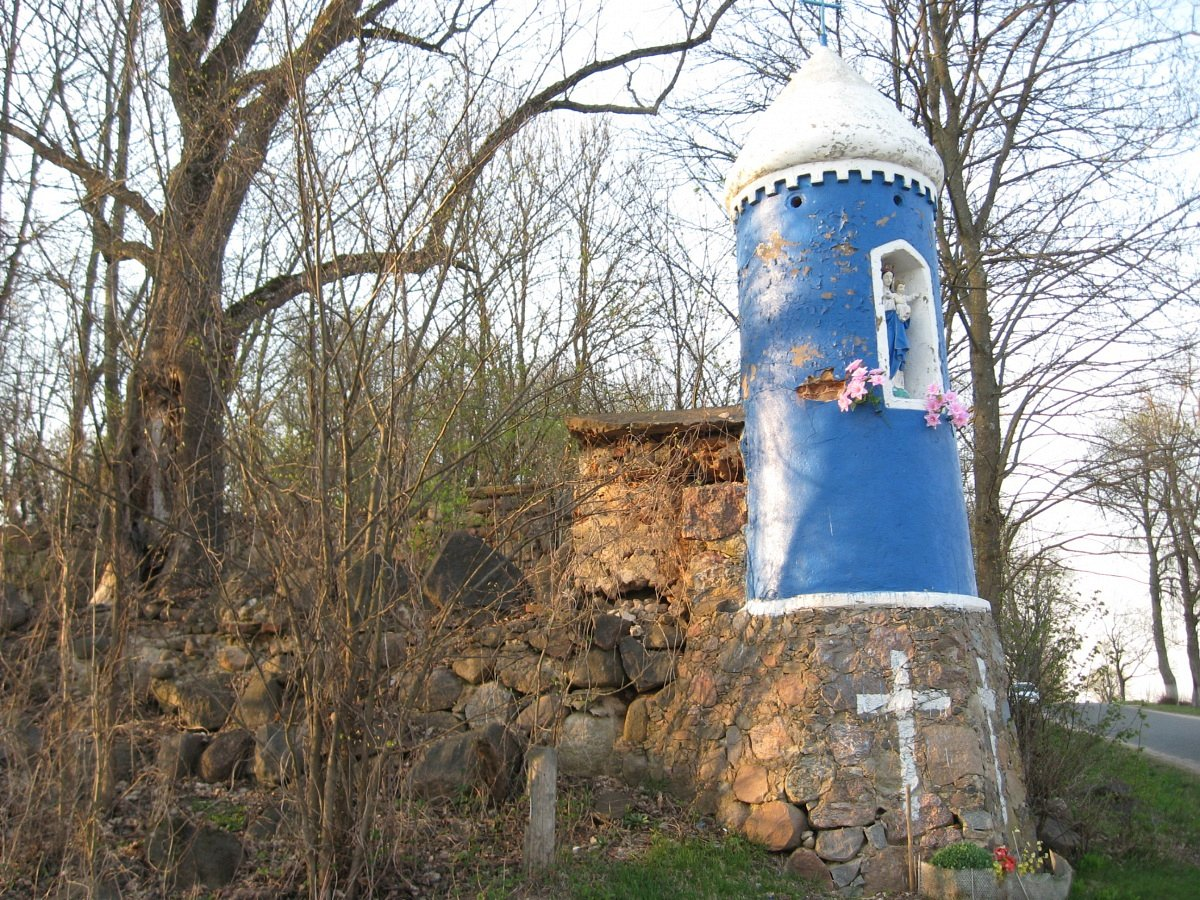
Усадьба Баровских. Часовня
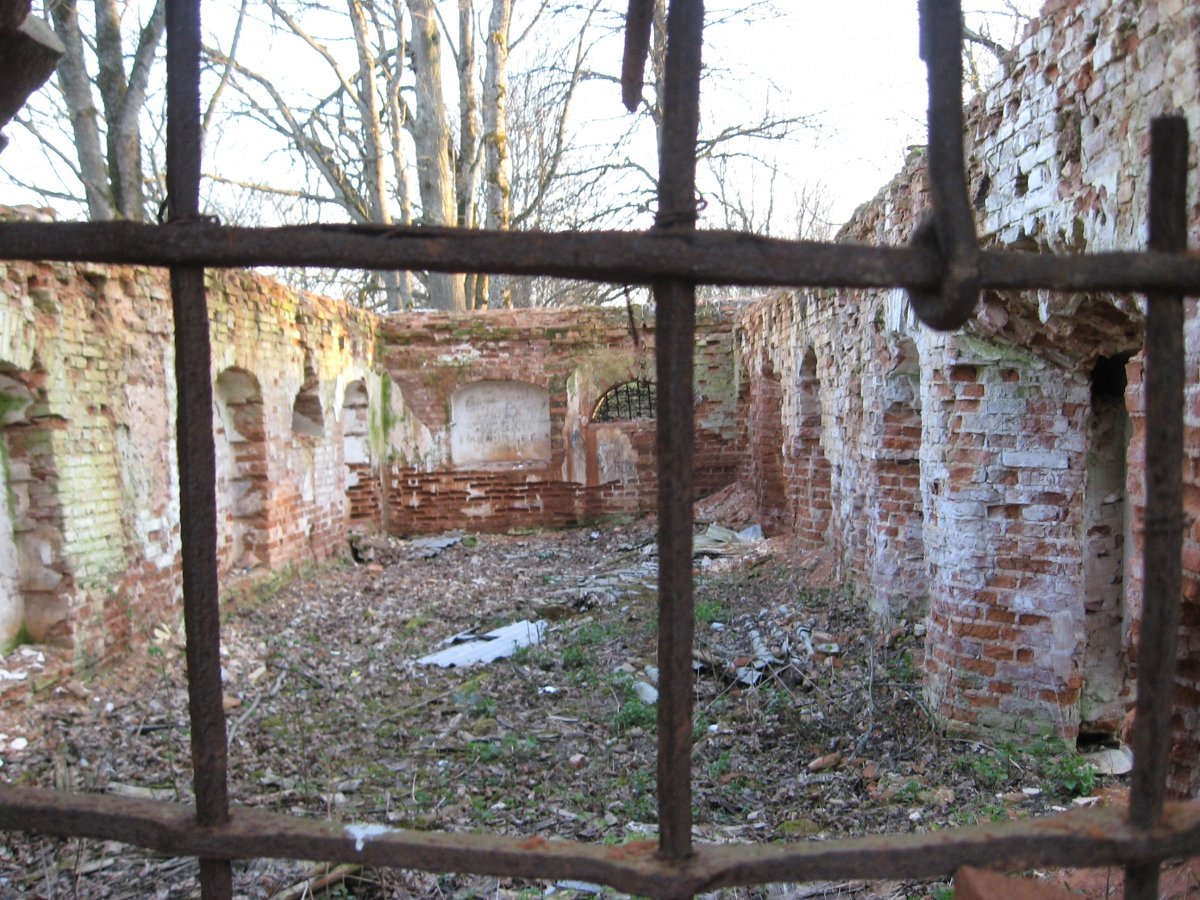
Резиденция семьи Боровских
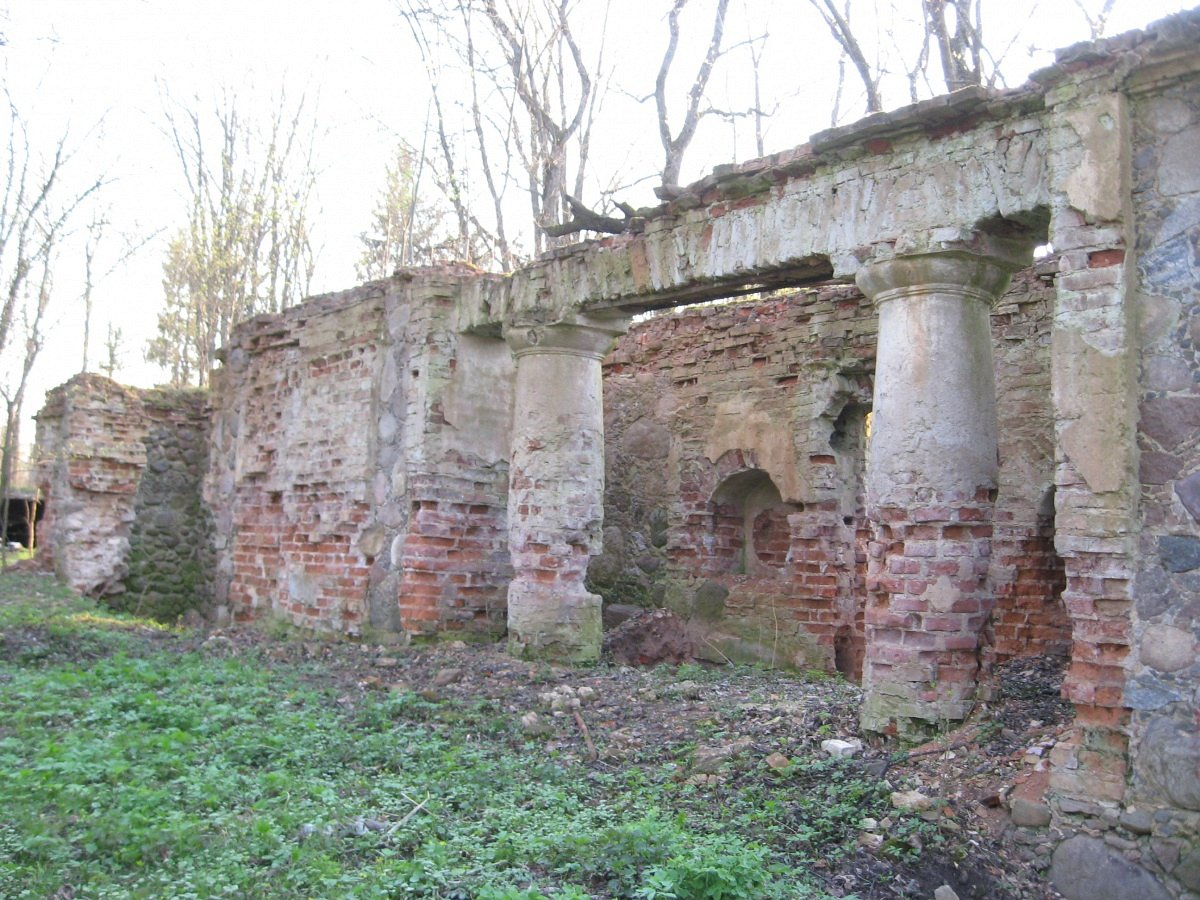
Резиденция семьи Боровских